# Luke Fetherston
Luke Fetherston (Glasgow, 11 marzo 1988) è un attore britannico.

## Biografia
Fetherston è nato a Glasgow ed è cresciuto nell'Hertfordshire e nell'East London. All'età di 8 anni, ha iniziato a dedicarsi alla recitazione quando sua sorella lo ha incoraggiato a fare un'audizione per una compagnia teatrale locale. Fetherston ha continuato ad allenarsi presso la Arts Educational School (ArtsEd) nella zona ovest di Londra.
A 18 anni, Fetherston fu scoperto nel centro di Londra come modello e continuò parallelamente alla sua carriera di attore. Dopo essersi diplomato alla scuola di recitazione, Fetherston è apparso in 42nd Street al Chichester Festival Theatre, White Christmas e Tophat prima di fare il suo debutto nel West End in Singin' in the Rain al Palace Theatre durante le Olimpiadi di Londra del 2012. Successivamente è stato scritturato in Cabaret diretto da Rufus Norris, e successivamente in London Road e Wonder.land della BBC Films per il Manchester International Festival. Fetherston è poi apparso in Funny Girl con Sheridan Smith al Savoy Theatre e alla Menier Chocolate Factory; è presente anche nella colonna sonora ufficiale. Sempre alla Menier Chocolate Factory, è apparso in She Loves Me prima di tornare al Chichester Festival Theatre nel 2017 per Fiddler on the Roof, in cui interpretava Fyedka.
Fetherston è stato invitato da Lynne Page come assistente coreografo e consulente di movimento per Renée Zellweger sul set del film biografico del 2018 Judy. Ha fatto il suo debutto televisivo nel 2019 con il ruolo ricorrente di Fabio nel musical drammatico della CBBC Almost Never e di Harlan Fried nella serie di fantascienza di The CW Pandora. È stato promosso al cast principale di Pandora per la sua seconda stagione.
Nel 2022, Fetherston ha interpretato Joel Foxworth in Flowers in the Attic: The Origin, una miniserie prequel di Lifetime basata sul romanzo Garden of Shadows. Questo è stato seguito da un ruolo principale, Adam, nella commedia di Apple TV+ Still Up. Nel 2024 è nel cast della commedia di Channel 4 Big Mood e nel 2025 nella terza stagione della serie fantasy di Prime Video La Ruota del Tempo dove interpreta il principe Gawyn Trakand.

## Vita privata
L'attore è gay.

## Filmografia

### Cinema
- Billy Elliot, regia di Stephen Daldry (2000)
- London Road, regia di Rufus Norris (2015)
- Scatta l'amore (Pictures This), regia di Prarthana Mohan (2025)

### Televisione
- Almost Never – serie TV, 27 episodi (2019-2021)
- Pandora – serie TV, 11 episodi (2019-2020)
- The Emily Atack Show – serie TV, 3 episodi (2020)
- Flowers in the Attic: The Origin – serie TV, 2 episodi (2022)
- Still Up – serie TV, 6 episodi (2023)
- Doctor Who – serie TV, episodio The Giggle (2023)
- Big Mood, regia di Rebecca Asher – miniserie TV, 3 puntate (2024)
- La Ruota del Tempo (The Wheel of Time) – serie TV, episodi 3x02-3x03 (2025)

## Doppiatori italiani
Nelle versioni in italiano delle opere in cui ha recitato, Luke Fetherston è stato doppiato da:
- Emanuele Ruzza in Still Up, La Ruota del Tempo
- Fabrizio Valezano in Almost Never
- Flavio Aquilone in Scatta l'amore